# Gemeinde Osilnica
Die Gemeinde Osilnica (deutsch Ossilnitz) ist eine Gemeinde in der Region Dolenjska (Unterkrain) in Slowenien. Sie ist benannt nach ihrem Hauptort Osilnica.
Die aus 19 Ortschaften und Weilern bestehenden Gesamtgemeinde ist die zweitkleinste in Slowenien. Sie liegt im Süden an der Grenze zu Kroatien, die hier durch den Bach Čabranka und den Fluss Kolpa gebildet wird.
Im Osilnica steht das Geburtshaus des Holzkünstlers Stane Jarm.

## Ortsteile der Gesamtgemeinde
| - Belica, (dt. Weißbach in Unterkrain, auch Weißenbach) - Bezgarji, (dt. Wisgarn) - Bezgovica, (dt. Gehau in der Unterkrain) - Bosljiva Loka, (dt. Wösail) - Grintovec pri Osilnici, (dt. Grintowitz) | - Križmani, (dt. Krischmann) - Ložec, (dt. Loschetz) - Malinišče, (dt. Malinschegg) - Mirtoviči, (dt. Mirtowitsch) - Osilnica, (dt. Ossilnitz) | - Padovo pri Osilnici, (dt. Padua in der Unterkrain) - Papeži, (dt. Pfaffenbach) - Podvrh, (dt. Unterberg) - Ribjek, (dt. Fischbach in der Unterkrain) - Sela, (dt. Dörflein) | - Spodnji Čačič, (dt. Untertschatsch) - Strojiči, (dt. Stroitsch) - Zgornji Čačič, (dt. Obertschatsch) - Žurge (dt. Sürgern, auch Schurgen) |

## Nachbargemeinden
| Kroatien | Loški Potok                                 | Kočevje |
| Kroatien | Kompassrose, die auf Nachbargemeinden zeigt | Kočevje |
| Kroatien | Kroatien                                    | Kostel  |